# Relaciones Egipto-Yugoslavia
Las relaciones Egipto-Yugoslavia fueron las relaciones exteriores históricas entre Egipto (tanto el Reino de Egipto 1922-1953 como la República posrevolucionaria de Egipto/ República Árabe Unida ) y la ahora desintegrada Yugoslavia (Reino de Yugoslavia 1918-1941 y República Federativa Socialista de Yugoslavia 1945 –1992). Ambos países fueron miembros fundadores y destacados participantes del Movimiento de Países No Alineados. Si bien inicialmente fueron marginales, las relaciones entre los dos países mediterráneos se desarrollaron significativamente después de la división soviético-yugoslava de 1948 y la Revolución egipcia de 1952. Belgrado acogió la primera conferencia del movimiento de Países No Alineados, para la cual se llevó a cabo una reunión preparatoria en El Cairo, mientras que El Cairo acogió la segunda conferencia. Si bien criticaba ciertos aspectos de los Acuerdos de Camp David, Yugoslavia siguió siendo un importante defensor del enfoque realista egipcio dentro del movimiento y se opuso firmemente a las duras críticas a El Cairo o las propuestas que cuestionaban el lugar del país dentro del movimiento.

## Historia

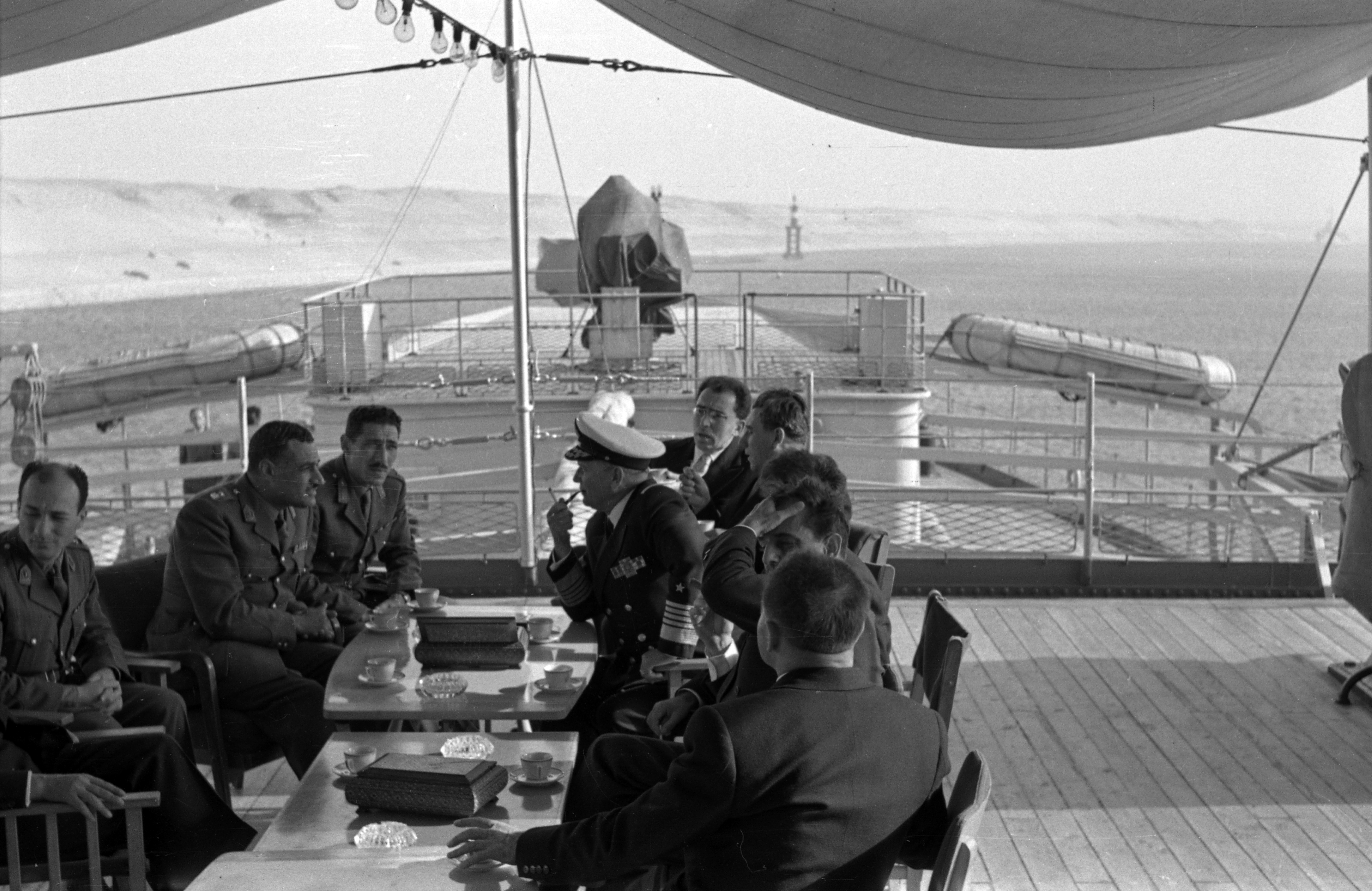
El primer encuentro entre Josip Broz Tito y Gamal Abdel Nasser a bordo del Galeb en 1955

### Segunda Guerra Mundial
El 28 de septiembre de 1943, el gobierno yugoslavo en el exilio fue trasladado a Egipto, donde permaneció hasta 1944.
Durante la etapa final de la Segunda Guerra Mundial unos 30.000 refugiados yugoslavos de la Dalmacia ocupada por los alemanes encontraron refugio en el desierto egipcio en el campamento El Shatt. El campamento en El Shatt fue uno de los primeros esfuerzos duraderos en la construcción del estado por parte de los partisanos yugoslavos (después de breves episodios con la República de Užice y la República de Bihać). Allí establecieron instituciones como escuelas, periódicos, así como nuevas relaciones laborales y de género y aprovecharon la oportunidad para desarrollar sus relaciones con los aliados occidentales de la Segunda Guerra Mundial.

### Guerra Fría
Tras el final de la Segunda Guerra Mundial en Yugoslavia, el nuevo gobierno socialista heredó la antigua representación en El Cairo de la monarquía anterior a la guerra. Las relaciones entre los dos países eran insignificantes y el comercio se limitaba casi exclusivamente a la exportación egipcia de algodón y la exportación yugoslava de madera. La Yugoslavia de la posguerra siguió de cerca las relaciones exteriores de la Unión Soviética, mientras que el Reino de Egipto siguió formalmente las relaciones exteriores del Reino Unido. El Partido Comunista de Yugoslavia intentó establecer los primeros contactos con los comunistas y socialistas egipcios y sus organizaciones ilegales en 1946. La Embajada de Yugoslavia estableció contacto con una mujer activista comunista y la apoyó en la traducción de la Constitución yugoslava de 1946 al árabe, publicándola en 10.000 copias. Los comunistas egipcios en Belgrado estaban particularmente satisfechos con esta acción. En abril de 1947, el gobierno egipcio solicitó al embajador yugoslavo que abandonara el país, pero al mismo tiempo trató de controlar la campaña mediática anti-yugoslava particularmente visible en el periódico Sawadi hasta 1948. El nuevo embajador yugoslavo logró organizar un grupo de jóvenes egipcios para participar en acciones de trabajo juvenil en Yugoslavia en el ferrocarril Šamac-Sarajevo, sin embargo, esta acción fue tolerada por los anfitriones egipcios, ya que solo habían pasado un par de meses desde que se solicitó al último embajador que abandonara el país.
Sin embargo, esta situación estratégica cambió, primero en Yugoslavia en 1948 después de la división Tito-Stalin que condujo al período Informbiro. Esto inicialmente tuvo un efecto negativo en las relaciones ya insignificantes debido a que el representante yugoslavo en El Cairo desertó al lado prosoviético y emigró a Moscú con una parte significativa del archivo. La mayoría de los comunistas egipcios apoyaron firmemente la posición de la Unión Soviética y cancelaron casi todos sus vínculos con Yugoslavia. Sin embargo, Yugoslavia pudo continuar su cooperación con los socialdemócratas y socialistas legales en Egipto. Las relaciones entre los dos países no mejoraron inicialmente debido al apoyo yugoslavo a Israel, lo que resultó en la prohibición de los barcos yugoslavos en los puertos egipcios. A fines de 1949 y 1950, Hassan Sobhi, líder del Partido Socialista de Egipto y autor de Al-Musawar, visitó Yugoslavia y, a su regreso a Egipto, organizó una conferencia sobre el socialismo yugoslavo para 200 estudiantes. En 1950, el gobierno egipcio prohibió oficialmente cualquier distribución de medios yugoslavos en el país. Nijaz Dizdarević, diplomático de la RP de Bosnia y Herzegovina y ex partisano yugoslavo, fue enviado a Egipto en 1951 para organizar y sistematizar los esfuerzos yugoslavos en cooperación con socialistas y socialdemócratas. Sin embargo, la situación cambió rápidamente después de la revolución egipcia de 1952.

#### Período posterior a 1952

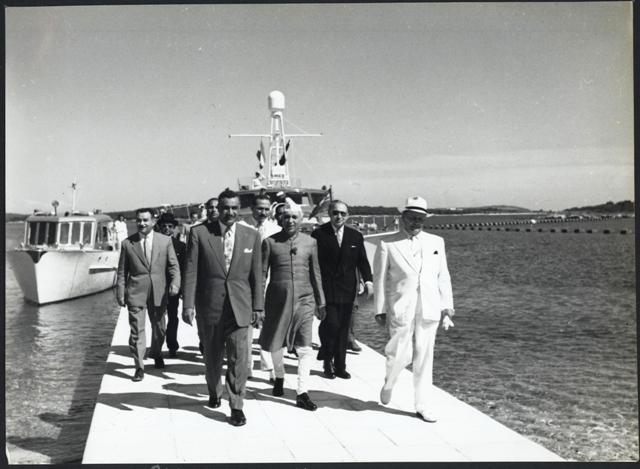
Tito, Nasser y Nehru en las Islas Brioni en 1956

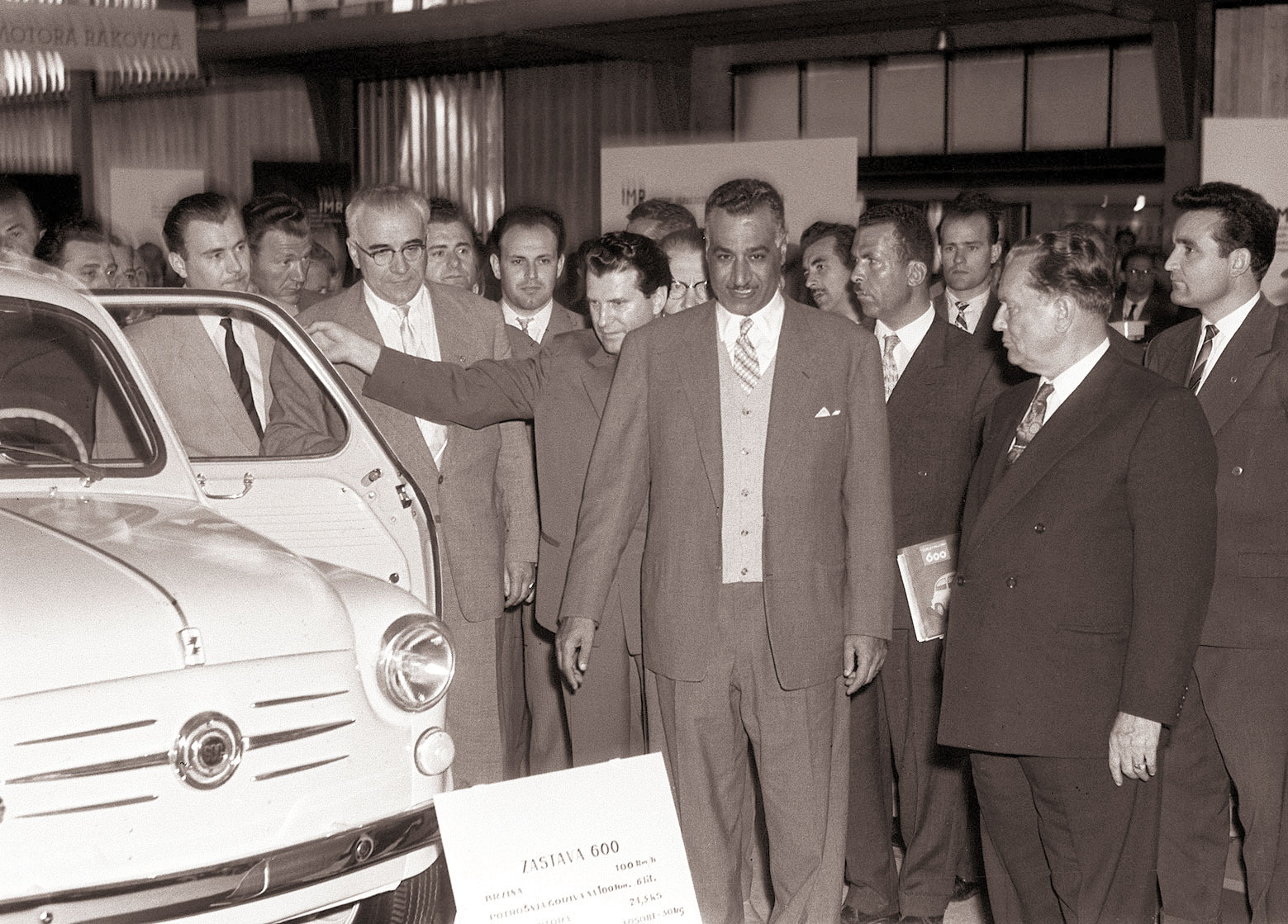
Tito y Nasser en Ljubljana en 1960

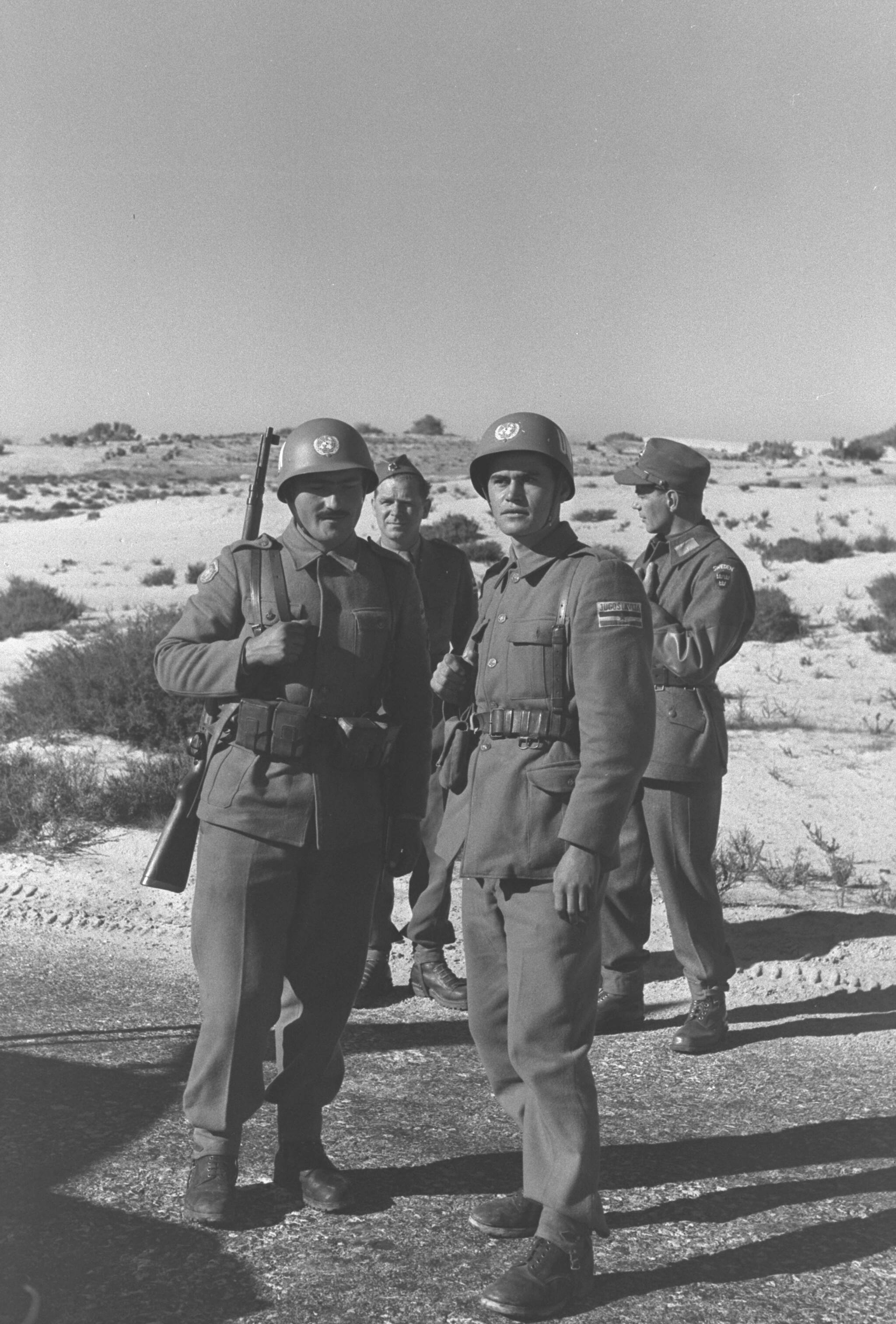
Soldados de la FENU del Ejército Popular Yugoslavo en el Sinaí, enero de 1957

Después de que el Gobierno de Yugoslavia concluyera que el nuevo régimen de El Cairo es progresista en su orientación y está comprometido con el anticolonialismo y el antiimperialismo en el mundo árabe, Belgrado decidió desarrollar sus relaciones con Egipto como piedra angular de su política del Mediterráneo Oriental, en parte motivado por la intención de evitar cualquier movimiento neootomanista de Turquía, cuya posición se vio fortalecida por el Pacto de los Balcanes de 1953 con Grecia y Yugoslavia. En 1953, Aleš Bebler, en ese momento subsecretario de Asuntos Exteriores yugoslavo, se reunió con Mahmoud Fawzi después de lo cual informó a Koča Popović que hay buenas perspectivas para las relaciones futuras. La Secretaría Federal de Relaciones Exteriores de la República Federativa Socialista de Yugoslavia decidió fortalecer las relaciones con Egipto enviando a su destacado diplomático y futuro ministro de Relaciones Exteriores Marko Nikezić como nuevo embajador en Egipto en marzo de 1953. Más tarde ese año, el presidente de Yugoslavia, Josip Broz Tito, concedió una entrevista al periódico Al Gomhuria que suscitó un gran interés en Egipto. Encargado por el Foreign Office, el embajador del Reino Unido en Yugoslavia Ivo Mallet protestó contra la fuerte actitud pro-egipcia en los medios yugoslavos durante las disputas del Canal de Suez a fines de 1953. El Reino Unido estaba particularmente preocupado por el desarrollo de la cooperación militar entre los dos países, en el momento en que Londres impuso un embargo de exportación de armas a Egipto. 
Se cree que en 1954 Egipto apoyó los esfuerzos yugoslavos para iniciar su asistencia militar al Frente de Liberación Nacional de Argelia mediante la compra nominal de armas yugoslavas que luego fueron transferidas a Argelia. En su viaje de regreso de la India, el presidente Tito y el presidente de Egipto Gamal Abdel Nasser se encontraron por primera vez en 1954 en el buque escuela yugoslavo Galeb en el Canal de Suez. El lado yugoslavo rechazó la idea de que el presidente debería visitar El Cairo afirmando que la visita sería inapropiadamente corta, mientras que en realidad no quería enemistarse con Israel con la esperanza de que Belgrado pueda facilitar la reducción del conflicto árabe-israelí. Junto con la India y Egipto, Yugoslavia jugó un papel crucial en el establecimiento del Movimiento de Países No Alineados. La reunión entre el presidente yugoslavo Josip Broz Tito, el primer ministro indio Jawaharlal Nehru y el presidente de Egipto Gamal Abdel Nasser tuvo lugar en las Islas Brioni, en la constituyente República Socialista de Croacia el 19 de julio de 1956. Los tres líderes firmaron un documento expresando que:"La paz no se puede lograr a través de la división, sino a través de la lucha por la seguridad colectiva a escala mundial. Se logra mediante la expansión del área de la libertad, así como mediante el fin de la dominación de un país sobre otro". Los contactos formales entre Yugoslavia y el Partido Comunista Unificado de Egipto se establecieron recién en 1956 en un esfuerzo del partido egipcio por distanciarse de la dependencia soviética después del XX Congreso y cooperar con Nasser. En febrero de 1958, una delegación de la Comunidad Islámica de Yugoslavia visitó Egipto, donde llegó a un acuerdo con la Universidad de al-Azhar sobre la educación de los estudiantes de Yugoslavia. Las autoridades yugoslavas preferían que sus ciudadanos musulmanes recibieran educación religiosa superior en Egipto o Argelia en lugar de Arabia Saudita, pero la popularidad de El Cairo estaba disminuyendo debido a la percepción de un programa de estudios muy exigente que llevaba a algunos a la Universidad de Bagdad. Los graduados de educación religiosa en Medio Oriente se enfrentaron a cierta sospecha por parte de las autoridades yugoslavas. 
El Ejército Popular Yugoslavo fue uno de los 11 ejércitos nacionales que contribuyeron a la Fuerza de Emergencia de las Naciones Unidas tras la Crisis de Suez de 1956. En 1957 había aproximadamente 700 soldados yugoslavos en la misión. Entre 1956 y 1967 el número total de soldados yugoslavos en el Sinaí llegó a 14.265. 

#### Guerra de los Seis Días
Al comienzo de la guerra de los Seis Días, Yugoslavia negoció la evacuación de sus soldados a través del territorio controlado por Israel. Yugoslavia condenó a Israel como agresor y solicitó a las Naciones Unidas que detuvieran la agresión y decidió cancelar sus relaciones con Tel Aviv el 13 de junio de 1967. Belgrado decidió apoyar a Egipto proporcionando asistencia militar y humanitaria lo más cerca posible posible al nivel solicitado por el embajador egipcio en Belgrado, con primeros auxilios llegando en 15 días. Tras la derrota de Egipto en la guerra, Yugoslava proporcionó 7 toneladas adicionales de materiales médicos, 30.000 toneladas de maíz, 10.000 toneladas de azúcar, 1.000 toneladas de conservas de pescado, 200 toneladas de leche en polvo, 500 toneladas de queso y 500.000 pares de zapatos. El presidente de Yugoslavia, Tito, incluso asistió a la Conferencia de 1967 del Pacto de Varsovia (la única vez que estuvo presente el presidente de Yugoslavia que condujo a un acercamiento de corta duración que terminó bruscamente en 1968) en un esfuerzo por convencer a los países del Bloque del Este de apoyar a Egipto y Yugoslavia y permitió a los Estados miembros usar su espacio aéreo para entregar ayuda militar. Koča Popović visitó El Cairo después del final de las hostilidades, mientras que Tito hizo lo mismo en agosto de 1967, lo que llevó a una importante cooperación militar en el futuro.

## Intercambios culturales
Los dos países firmaron la primera convención formal sobre cultura en 1958, mientras que artistas yugoslavos individuales habían participado en la Bienal de Alejandría para países mediterráneos desde su fundación en 1955. Una exposición de arte moderno yugoslavo se inauguró en El Cairo en mayo de 1960, pero debido a las críticas negativas se canceló un nuevo viaje a Irak. La Galería de Bellas Artes de El Cairo acogió la muy popular exposición de Pintura Yugoslava Contemporánea durante la Segunda Cumbre del Movimiento de Países No Alineados en la ciudad en 1964. La Galería Akhenaton acogió la Exposición de Arte Yugoslavo Moderno y Obras de Arte Plásticas de Pequeño Formato en una exposición en febrero de 1987. 

## Lista de visitas de estado bilaterales

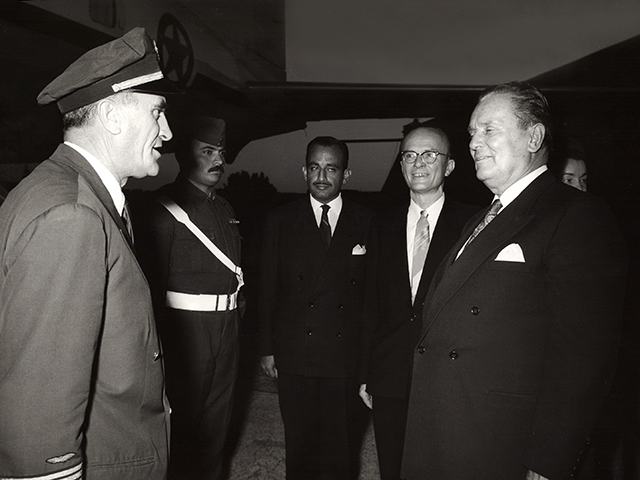
Tito en el aeropuerto de El Cairo en 1961.

### Visitas yugoslavas a Egipto
- 5 de febrero, 1955: Josip Broz Tito[5]
- 24 de diciembre, 1955 – 6 January 1956: Josip Broz Tito[5]
- 5 de diciembre, 1958: Josip Broz Tito[5]
- 20-28 de febrero, 1959: Josip Broz Tito[5]
- 17-22 de abril, 1961: Josip Broz Tito[5]
- 18-19 de noviembre, 1961: Josip Broz Tito[5]
- 4-14 de febrero, 1962: Josip Broz Tito[5]
- 18-21 de febrero, 1962: Josip Broz Tito[5]
- 5-10 de octubre, 1964: Josip Broz Tito[5]
- 15-24 de abril, 1965: Josip Broz Tito[5]
- 2-7 de mayo, 1966: Josip Broz Tito[5]
- 8 de febrero, 1968: Josip Broz Tito[5]
- 23-25 de febrero, 1970: Josip Broz Tito[5]
- 13-20 de febrero, 1971: Josip Broz Tito[5]
- 20-21 de octubre, 1971: Josip Broz Tito[5]
- 20-27 de enero, 1977: Josip Broz Tito[5]

### Visitas egipcias a Yugoslavia
- 12-19 de julio, 1956: Gamal Abdel Nasser[5]
- 2-15 de julio, 1958: Gamal Abdel Nasser[5]
- 12 de noviembre, 1959: Abdel Hakim Amer[5]
- 12-20 de junio, 1960: Gamal Abdel Nasser[5]
- Julio, 1962: Gamal Abdel Nasser[5]
- 12-16 de mayo, 1963: Gamal Abdel Nasser[5]
- 1-4 de septiembre, 1965: Gamal Abdel Nasser[5]
- 10-12 de julio, 1968: Gamal Abdel Nasser[5]
- 3-4 de febrero, 1972: Anwar Sadat[5]
- 11-12 de enero, 1973: Anwar Sadat[5]
- 28-30-?-1974: Anwar Sadat[5]
- 29-30 mayo, 1975: Anwar Sadat[5]
- 8-10 de abril, 1976: Anwar Sadat[5]
- Noviembre, 1977: Anwar Sadat[5]